# 건축한계
건축한계(建築限界)는 육상 교통에 대해서 차량이 안전하게 운행될 수 있도록 도로 또는 궤도 위에 설정한 일정 공간 범위를 의미한다.

## 개요
건축한계의 개념은 자전거, 인도, 차도 등 도로와 철도에서 사용된다.

### 도로의 건축한계
도로의 경우 건축한계가 아닌 시설한계로 통칭한다. 건축한계와 유사한 도로의 외형적 공간 기준은 시설한계를 비록한 법령상의 여러 조문에 의해서 규정되어 있다. 도로의 차도에서는 높이 4.5m, 보도에서는 높이 2.5m가 건축한계로서, 이 공간 밖에서만 장애물 설치가 가능하다. 철도에서는 레일 상면으로부터 중심부 높이가 4.3m, 폭 3.8m이고, 곡선부에서는 폭이 좀더 넓어진다. 가공전동차선은 높이를 5.7m로 한다.
다만 도로에 관해서는 우회도로의 여부나 시설적인 조건 등을 감안하여 더 작은 시설한계를 허용하는 예가 다수 존재하며, 이런 경우에 이러한 축소된 시설한계를 알리기 위한 시설물이 다수 설치된다.

### 철도의 건축한계
철도에 있어서의 건축한계는 차량이 안전하게 운행될 수 있도록 궤도상에 설정한 일정한 공간을 의미한다.
건축한계의 설정은 철도와 관련된 시설, 특히 터널 시설물이나 과선교 등 입체교차시설, 철도신호 및 전차선 등이 철도차량의 운행을 지장하거나 파손하지 않도록 하기 위함이다. 이중 터널의 경우는 표준 단면 등으로 더 많은 규약이 적용되는 예가 많다.
건축한계는 따라서 철도차량의 안전을 확보하기 위하여 궤도위에 정지된 상태에서 측정한 철도차량의 길이와 너비 및 높이의 한계인 차량한계와 관련이 깊다. 건축한계는 따라서 대개 차량한계보다 일정 치수만큼 크게 결정되어 있다.

## 한국철도의 건축한계
한국의 건축한계는 대한제국 당시 철도 부설권 각축의 결과로 지금과 같이 결정되었다. 최초의 건축한계는 표준 레일 중량, 궤간, 승강장 등과 함께 결정된 사항으로, 영국, 러시아, 일본, 미국 등의 기준이 각축하였으며, 한때 러시아 기준에 맞추어 철도의 표준을 대한제국 정부가 정하기도 하였으나, 이후 다시 미국 기준을 원용하는 방향으로 전환되었으며, 이는 경인선의 부설권이 미국인 사업가 모스에게 주어짐으로서, 일단 미국 철도의 기준을 원용하는 것으로 결정되었다.
이렇게 결정된 제반 표준 및 건축한계에 관해서, 갖은 회유를 통해 모스로부터 부설권을 매수한 일본은 한국 철도의 설계를 자국의 협궤 규격으로 전환하고자 하였는데, 특히 이러한 협궤화의 주장은 일본의 민간 관료들로부터 제기된 것으로 알려져 있다. 그러나, 대륙 진출의 필요가 강조되면서 중국 등지에서 이미 쓰이고 있던 표준궤를 이용하고, 그 차량의 규격 역시 수송력이 높은 미국의 것을 그대로 유지하는 것이 되었다.
이후 일제시대를 거치면서 건축한계의 기본적 틀은 크게 변동하지 않았으나, 다만, 전기철도의 도입 등이 검토되면서 터널 단면은 단계적으로 확대 시공하도록 되었다. 해방 이후에도 터널의 단면적은 수 차례 확대 조정되었으며, 특히 전철화가 준비, 실행되는 과정에서 현재의 기준에 이르렀다.
한국철도의 건축한계는 기본적으로 반원형 곡면을 가정하는, 폭이 줄어드는 차량 상단부를 기본 형태로 하고 있으며, 승강장 부분 만큼은 안쪽 공간을 축소하는 형태로 되어 있다. 개략적인 외형 치수는 다음과 같으며, 이하의 내용에 대해서는 선구 사정 등에 따라 어느 정도 가감될 여지를 가진다.
- 너비 : 4,200mm. 궤도중심선으로부터 좌우 각 2,100mm.
- 높이 : 5,150mm. 단, 3,050mm 이상 부분은 2,100mm 반지름의 반원형.
- 전차선등에 따른 확대 : 6,450mm.

단, 이 부분의 확대는 전차선 설치 규격 및 기타 가설공사의 상황에 따라 5,600mm~5,350mm까지 축소될 수 있음.
- 고상 승강장 : 높이 1,150mm 이하, 궤도중심선으로부터 1,700mm 이격.
- 적하장 : 높이 1,100mm 이하, 궤도중심선으로부터 1,700mm 이격.
- 저상 승강장 : 높이 500mm 이하, 궤도중심선으로부터 1,675mm 이격.

이러한 건축한계는 내부로 침범해서는 안되는 기준이기 때문에, 대개의 철도시설물은 필요로 하는 경우가 아니라면 이보다 더 넓은 공간을 확보하도록 설계된다.

## 도시철도의 건축한계
한편, 일반철도의 차량한계와 별도로 지하철 등 도시철도에 대해서도 법에 의해 건축한계가 규정되어 있다. 다만, 구체적인 규격은 각 광역시, 도에서 조례로 정의하도록 되어 있다.

## 참고 문헌
1. ↑  철도건설규칙 제14조(건축한계)
2. ↑  철도의 건설기준에 관한 규정 제13조(건축한계)
3. ↑  철도건설규칙 별표1
4. ↑  도시철도건설규칙

## 같이 보기
- 건축한계 측정차
- 차량한계